# 山村和也
山村 和也（やまむら かずや、1989年12月2日 - ）は、長崎県長崎市出身のプロサッカー選手。Jリーグ・横浜F・マリノス所属。ポジションはミッドフィールダー（ボランチ、トップ下）、ディフェンダー（センターバック）。元日本代表。

## 来歴

### プロ入り前
長崎市立桜が丘小学校3年でサッカーを始め、小学校6年時には全日本少年サッカー大会全国大会出場、国見中学校ではフォワード・ミッドフィールダーでプレーし、長崎県立国見高等学校入学後にディフェンダーへ転向した。高校2年時に第85回全国高等学校サッカー選手権大会に出場も1回戦敗退。高校3年時にU-18日本代表候補に選出されたのを皮切りに各年代の日本代表に選出される。
高校卒業後は流通経済大学へ進学し、2年時にはアジアカップカタール大会予選のイエメン戦で、福岡大学の永井謙佑とともに大学生としては18年ぶりのA代表に選出され、米本拓司とのダブルボランチとして先発出場。2010年5月、ワールドカップ南アフリカ大会に臨む日本代表のサポートメンバーに選出された。2010年11月には広州アジア競技大会の優勝に貢献した。

### 鹿島アントラーズ
2012年に鹿島アントラーズへ入団し、背番号「4」を背負った。大卒1年目でレギュラー番号を背負うのは、固定制番号になってからはクラブ史上初。2014年からは岩政大樹の退団によって激化したセンターバックのスタメン争いで昌子源、植田直通に敗れ、ベンチスタートが増えるようになる。2015年にはファン・ソッコの加入によってさらに出場機会が激減し、センターバックでの出場は無くなり、シーズン途中の石井正忠監督就任以降はボランチとして出場することが多くなった。シーズン終了後、出場機会を求めて同シーズン限りで鹿島を退団した。

### セレッソ大阪
2016年、当時J2のセレッソ大阪に完全移籍。ボランチとしてレギュラーに定着したが、夏の移籍期間に山口蛍が加入してポジション争いが激化した。その後は、スーパーサブとしてチームに貢献してJ1昇格に貢献した。
2017年、新しく就任したユンジョンファン監督によって、3月18日の第4節サガン鳥栖戦では初めてトップ下にコンバートされ、決勝点となるゴールを決める活躍を見せた。4月8日、第6節の鹿島戦では古巣から得点を決めて勝利に貢献した。その後のリーグ戦ではトップ下を中心に、フォワードといった攻撃のポジションで起用されたほか、リードした試合終盤には度々守備固めとしてセンターバックに入るなど重用され、最終的にはチーム2位の8得点を挙げる活躍を見せた。天皇杯決勝でゴールを決めて優勝に貢献した。

### 川崎フロンターレ
2018年12月18日、川崎フロンターレへの移籍が発表された。2019年9月14日、第26節のジュビロ磐田戦で移籍後初ゴールを決めた。11月9日、第31節の鹿島アントラーズ戦では古巣相手にゴールを決めて3連覇に望みをつなぐ得点を決めた。
2023年、天皇杯決勝でセンターバックでフル出場、0-0で迎えたPK戦ではPKを成功させて優勝に貢献した。

### 横浜F・マリノス
2024年1月4日、横浜F・マリノスへの移籍を発表。

### 代表
U-20日本代表、U-23日本代表、A代表では主にボランチとして起用されていた。

## プレースタイル
鹿島ではセンターバックとしての起用が多かったが、2015年に石井監督の就任後は主にボランチとして起用されていた。空中戦に抜群の強さを見せる山村がボランチとしてハイボールを競ることでセンターバック二人はカバーに入ることができ、最終ラインが安定する。また、自身のストロングポイントは｢ポゼッション｣と語る。
視野も広く、鋭いクサビのボールを後方から供給する事ができ、ロングパスの精度も高い。186cmの長身から繰り出されるヘディングも武器で、観衆が唸るような圧倒的な高さをたびたび披露している。
ゲームメイクに関しては遠藤保仁のシンプルなプレーを見習っていると語る。運動量に関しても｢もともと自信がある｣と語っており、2015年9月12日の第2S第10節のG大阪戦に出場した際の走行距離は12.32kmを記録しリーグ全体で最も長い数値を叩きだした。｢今まで日本にいなかったタイプの選手｣と評されている。
フロンターレ在籍時は、センターバックに長期離脱者が出た際にセンターバックで先発起用された。しばらくは安定せず、失点に絡む場面も多かったが、次第にロングパスなど展開力で得点に繋がる場面など持ち味を発揮し先発に定着。天皇杯決勝でもフル出場してPKも成功させて優勝に貢献した。
セレッソ在籍時もセンターバックで起用されたが、試合開始時は攻撃と配球を担うポジションであるトップ下で起用され、試合終盤に守備固めとしてセンターバックにポジションを移して最終ラインを5人にするという起用法であった。当時の交代枠は、3枠でありそれを消費しない事も有益な点であった。ちなみに3枠では少ないという議論は長期間されていたが、2020年のコロナウイルスによるパンデミックで過密日程になったことを理由に即座に、5枠に拡大された。

## 人物
- 2012年1月に女優の三村恭代と結婚。
- 2013年に第1子の男児、2015年に第2子の女児が誕生[19]。
- 2020年に、第3子が誕生したが、生後2ヶ月で死去[20]。

## 所属クラブ
- 2002年 - 2004年 国見中学校
- 2005年 - 2007年 国見高等学校
- 2008年 - 2011年 流通経済大学
- 2012年 - 2015年  鹿島アントラーズ
- 2016年 - 2018年  セレッソ大阪
- 2019年 - 2023年  川崎フロンターレ
- 2024年 -  横浜F・マリノス

## 個人成績
| 国内大会個人成績 | 国内大会個人成績 | 国内大会個人成績 | 国内大会個人成績 | 国内大会個人成績 | 国内大会個人成績 | 国内大会個人成績 | 国内大会個人成績 | 国内大会個人成績 | 国内大会個人成績 | 国内大会個人成績 | 国内大会個人成績 |
| 年度             | クラブ           | 背番号           | リーグ           | リーグ戦         | リーグ戦         | リーグ杯         | リーグ杯         | オープン杯       | オープン杯       | 期間通算         | 期間通算         |
| 年度             | クラブ           | 背番号           | リーグ           | 出場             | 得点             | 出場             | 得点             | 出場             | 得点             | 出場             | 得点             |
| 日本             | 日本             | 日本             | 日本             | リーグ戦         | リーグ戦         | リーグ杯         | リーグ杯         | 天皇杯           | 天皇杯           | 期間通算         | 期間通算         |
| ---------------- | ---------------- | ---------------- | ---------------- | ---------------- | ---------------- | ---------------- | ---------------- | ---------------- | ---------------- | ---------------- | ---------------- |
| 2008             | 流経大           | 32               | JFL              | 14               | 1                | -                | -                | 2                | 0                | 16               | 1                |
| 2009             | 流経大           | 3                | JFL              | 4                | 0                | -                | -                | 2                | 0                | 6                | 0                |
| 2012             | 鹿島             | 4                | J1               | 18               | 1                | 5                | 0                | 0                | 0                | 23               | 1                |
| 2013             | 鹿島             | 4                | J1               | 24               | 3                | 3                | 0                | 3                | 1                | 30               | 4                |
| 2014             | 鹿島             | 4                | J1               | 8                | 0                | 1                | 0                | 0                | 0                | 9                | 0                |
| 2015             | 鹿島             | 4                | J1               | 13               | 0                | 5                | 1                | 2                | 0                | 20               | 1                |
| 2016             | C大阪            | 24               | J2               | 34               | 6                | -                | -                | 3                | 0                | 37               | 6                |
| 2017             | C大阪            | 24               | J1               | 27               | 8                | 3                | 0                | 5                | 1                | 35               | 9                |
| 2018             | C大阪            | 24               | J1               | 24               | 2                | 2                | 0                | 2                | 0                | 28               | 2                |
| 2019             | 川崎             | 34               | J1               | 18               | 2                | 5                | 0                | 3                | 0                | 26               | 2                |
| 2020             | 川崎             | 34               | J1               | 13               | 1                | 1                | 0                | 0                | 0                | 14               | 1                |
| 2021             | 川崎             | 28               | J1               | 17               | 1                | 2                | 1                | 5                | 0                | 24               | 2                |
| 2022             | 川崎             | 31               | J1               | 23               | 1                | 2                | 0                | 2                | 0                | 27               | 1                |
| 2023             | 川崎             | 31               | J1               | 16               | 0                | 2                | 0                | 5                | 1                | 23               | 1                |
| 2024             | 横浜FM           | 47               | J1               | 3                | 0                | 0                | 0                | 3                | 0                | 6                | 0                |
| 通算             | 日本             | 日本             | J1               | 204              | 19               | 31               | 2                | 30               | 3                | 265              | 24               |
| 通算             | 日本             | 日本             | J2               | 34               | 6                | -                | -                | 3                | 0                | 37               | 6                |
| 通算             | 日本             | 日本             | JFL              | 18               | 1                | -                | -                | 4                | 0                | 22               | 1                |
| 総通算           | 総通算           | 総通算           | 総通算           | 256              | 26               | 31               | 2                | 37               | 3                | 324              | 31               |

その他公式戦
- 2016年
  - J1昇格プレーオフ 2試合0得点
- 2018年
  - FUJI XEROX SUPER CUP 1試合0得点

| 国際大会個人成績 | 国際大会個人成績 | 国際大会個人成績 | 国際大会個人成績 | 国際大会個人成績 |
| 年度             | クラブ           | 背番号           | 出場             | 得点             |
| AFC              | AFC              | AFC              | ACL              | ACL              |
| ---------------- | ---------------- | ---------------- | ---------------- | ---------------- |
| 2015             | 鹿島             | 4                | 0                | 0                |
| 2018             | C大阪            | 24               | 6                | 0                |
| 2019             | 川崎             | 34               | 2                | 0                |
| 2021             | 川崎             | 28               | 7                | 1                |
| 2022             | 川崎             | 31               | 5                | 0                |
| 2023-24          | 川崎             | 31               | 6                | 1                |
| 2023-24          | 横浜FM           | 47               | 0                | 0                |
| 通算             | AFC              | AFC              | 26               | 2                |

その他の国際公式戦
- 2013年
  - スルガ銀行チャンピオンシップ 1試合0得点

出場歴
- Jリーグ初出場 - 2012年3月17日 J1第2節 vs川崎フロンターレ戦（カシマスタジアム）
- Jリーグ初得点 - 2012年5月19日 J1第12節 vsコンサドーレ札幌戦（カシマスタジアム）

## タイトル

### クラブ
流通経済大学
- 関東大学サッカーリーグ：2回（2008年、2009年）

鹿島アントラーズ
- Jリーグカップ：2回（2012年、2015年）
- スルガ銀行チャンピオンシップ：2回（2012年、2013年）

セレッソ大阪
- Jリーグカップ：1回（2017年）
- 天皇杯全日本サッカー選手権大会：1回（2017年）
- FUJI XEROX SUPER CUP：1回（2018年）

川崎フロンターレ
- Jリーグカップ：1回（2019年）
- J1リーグ：2回（2020年、2021年）
- 天皇杯 JFA 全日本サッカー選手権大会：2回（2020年、2023年）

### 個人
- デンソーカップ最優秀選手（2011年）

## 代表歴
- A代表初出場 - 2010年1月6日 アジアカップ・カタール大会予選 vsイエメン戦（サナア）

### 出場大会
- U-18日本代表（2007年）
- U-19日本代表（2008年）
- U-20日本代表（2009年）
- U-21日本代表
  - 2010年 - 第16回広州アジア競技大会（優勝）
- U-22日本代表（2011年）
  - 2011年 - ロンドンオリンピックアジア2次予選
  - 2011年 - ロンドンオリンピックアジア最終予選
- 全日本大学選抜（2011年）
- ユニバーシアード日本代表
  - 2009年 - 2009年夏季ユニバーシアード（3位）
  - 2011年 - 2011年夏季ユニバーシアード（優勝）
- U-23日本代表（2012年）
  - トゥーロン国際大会
  - ロンドンオリンピック
- 日本代表
  - 2010年 - AFCアジアカップ2011 (予選)
  - 2010年 - 2010 FIFAワールドカップサポートメンバー

### 試合数
国際Aマッチ 1試合0得点 (2010年)
| 日本代表 | 国際Aマッチ | 国際Aマッチ |
| 年       | 出場        | 得点        |
| -------- | ----------- | ----------- |
| 2010     | 1           | 0           |
| 通算     | 1           | 0           |

### 出場
| No. | 開催日       | 開催都市 | スタジアム                   | 対戦国   | 結果 | 監督     | 大会                    |
| --- | ------------ | -------- | ---------------------------- | -------- | ---- | -------- | ----------------------- |
| 1.  | 2010年1月5日 | サヌア   | アリー・ムフセン・スタジアム | イエメン | ○3-2 | 岡田武史 | AFCアジアカップ2011予選 |